# 126e régiment du train
Pour les articles homonymes, voir 126e régiment.
Le 126e régiment du train (126e RT) est une ancienne unité du Train de l'Armée de terre française, stationnée à Toul. Créé sous le nom de 126e escadron du train (126e ET) en 1936 et dissous en 1940, il est recréé de 1973 à 1976.

## Création et différentes dénominations
- 1936 : formation du 126e escadron du train
- 1939 : dissolution, donne naissance au 126e groupe de transport de personnel
- 1940 : dissolution
- 1973 : formation comme 126e régiment du train
- 1976 : dissolution

## Historique

### Entre-deux-guerres
Le 126e escadron du train est mis sur pied le 1er janvier 1936 à Toul, à partir des 120e, 121e, 122e, 124e et 125e escadrons automobiles de réserve générale. Son appellation officielle est 126e escadron du train (126e ET), parfois 126e escadron du train de réserve générale (126e ETRG) mais son insigne utilise l'abréviation 126e ERGT, 126e escadron de réserve générale du train.
À la mobilisation de septembre 1939, le 126e escadron est dissous et donne naissance au 126e groupe de transport de personnels (126e GTP). Le 126e GTP rejoint l'Aisne, puis le sud de Lorraine mi-novembre. Le 16 février 1940, le 126e GTP est dissous et ses unités constitutives réparties dans d'autres GTP.

### Guerre froide
Le 126e régiment du train est créé le 1er janvier 1973 à Toul, à partir du centre d'instruction du train no 156. Le régiment est alors une unité d'instruction, dissoute le 31 juillet 1976, lorsque le 516e régiment du train reprend ses missions.

## Insignes

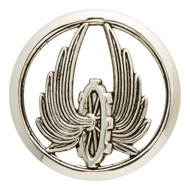
La roue ailée, insigne de béret des unités du train.

L'insigne du 126e ET, fabriqué en 1936, reprend directement l'insigne général du train : une roue ailée, inscrite dans un cercle portant l'inscription 126e ERGT.
L'insigne du 126e RT porte un symbole de vol stylisé, chargé d'une roue dentée dont seules les dents sont représentées et du sigle 126RT.